# La notte dei desideri (Jovanotti)
La notte dei desideri è il quarto singolo estratto dall'album Ora di Jovanotti, pubblicato il 4 agosto 2011 dalla Universal. Il brano, scritto e prodotto dallo stesso Jovanotti e Michele Canova, parla dell'energia umana e della forza del desiderio in grado di ribaltare il mondo, spostare le montagne e incendiare la vita.
È stato frequentemente trasmesso in radio, raggiungendo la posizione numero 1 dell'airplay.

## Video musicale
Il video, ambientato in quella che potrebbe essere la sua casa, mostra un Jovanotti che appena alzato prova a far funzionare una radio senza accenderla o di far comparire qualcosa in un frigorifero tristemente vuoto. Incredibilmente ci riesce, e dimenandosi e ballando al ritmo della sua canzone, cambia abiti in continuazione come per magia, apparendo come un torero o come un gigantesco pennello, ma anche come un novello Amleto con tanto di teschio in mano. Alla fine la musica si placa, suonano al campanello: c'è una ragazza, che Jovanotti accoglie sorridente e baciandola, invitandola a entrare a casa. Questa ragazza è sua moglie Francesca. Il regista del video è Leandro Manuel Emede, che assieme a Lorenzo ha sviluppato l'idea, mentre tutta la parte di stile è stata curata da Nicolò Cerioni.
Il video è stato presentato e diffuso il 12 settembre 2011 da Jovanotti stesso con un messaggio su Twitter dicendo:

## Tracce
1. La notte dei desideri – 3:34 (Jovanotti, Michele Canova)

## Classifiche
| Classifica (2011) | Posizione massima |
| ----------------- | ----------------- |
| Italia            | 6                 |